# Флаїнг-Фіш-Коув

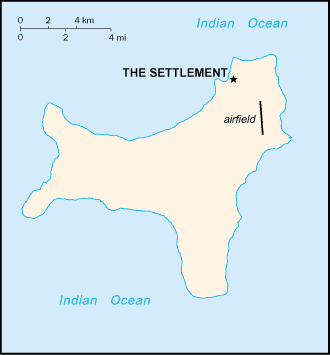
Мапа острова Різдва показує розташування Флаїнґ-Фіш-Коув 'The Settlement'

Флаїнґ-Фіш-Коув (англ. Flying Fish Cove) —  основний населений пункт австралійського острова Різдва. Хоча спершу він був названий на честь британського геолого-розвідувального корабля «Летюча риба» (англ. Flying-Fish), на багатьох мапа його позначають як «Поселення» (англ. The Settlement). Це було перше британське поселення на острові, засноване у 1888 році.
Близько третини від загального населення острова (біля 500) живе у Флаїнґ-Фіш-Коуві, який розміщений біля північно-східного узбережжя острова. В поселенні є невелика гавань, яка обслуговує туристів з яхт.

## Клімат
Місто знаходиться у зоні, котра характеризується кліматом тропічних саван. Найтепліший місяць — квітень із середньою температурою 26.1 °C (79 °F). Найхолодніший місяць — серпень, із середньою температурою 23.9 °С (75 °F).
| Клімат Флаїнґ-Фіш-Коува | Клімат Флаїнґ-Фіш-Коува | Клімат Флаїнґ-Фіш-Коува | Клімат Флаїнґ-Фіш-Коува | Клімат Флаїнґ-Фіш-Коува | Клімат Флаїнґ-Фіш-Коува | Клімат Флаїнґ-Фіш-Коува | Клімат Флаїнґ-Фіш-Коува | Клімат Флаїнґ-Фіш-Коува | Клімат Флаїнґ-Фіш-Коува | Клімат Флаїнґ-Фіш-Коува | Клімат Флаїнґ-Фіш-Коува | Клімат Флаїнґ-Фіш-Коува | Клімат Флаїнґ-Фіш-Коува |
| Показник                | Січ.                    | Лют.                    | Бер.                    | Квіт.                   | Трав.                   | Черв.                   | Лип.                    | Серп.                   | Вер.                    | Жовт.                   | Лист.                   | Груд.                   | Рік                     |
| Абсолютний максимум, °C | 30,6                    | 31,5                    | 31,5                    | 31,4                    | 30                      | 29,4                    | 28,7                    | 29,5                    | 28,5                    | 31,4                    | 31,8                    | 31,2                    | 31,8                    |
| Середній максимум, °C   | 27,9                    | 28,1                    | 28,3                    | 28,3                    | 27,9                    | 27                      | 26,4                    | 26,1                    | 26,2                    | 27                      | 27,4                    | 27,8                    | 27,4                    |
| Середня температура, °C | 25,6                    | 25,6                    | 25,6                    | 26,1                    | 25,6                    | 25                      | 24,4                    | 23,9                    | 23,9                    | 24,4                    | 25                      | 25                      | 25                      |
| Середній мінімум, °C    | 22,6                    | 22,5                    | 23                      | 23,4                    | 23,6                    | 23                      | 22,5                    | 22,1                    | 22,1                    | 22,5                    | 22,8                    | 22,5                    | 22,7                    |
| Абсолютний мінімум, °C  | 19                      | 18,4                    | 19,5                    | 18,3                    | 19,3                    | 18,4                    | 16,2                    | 18                      | 16,7                    | 18,2                    | 18                      | 14,5                    | 14,5                    |
| Норма опадів, мм        | 300                     | 300                     | 260                     | 220                     | 170                     | 170                     | 80                      | 50                      | 50                      | 80                      | 160                     | 230                     | 2130                    |
| Днів з опадами          | 11                      | 13                      | 15                      | 10                      | 6                       | 7                       | 6                       | 5                       | 3                       | 3                       | 4                       | 9                       | 92                      |
| Днів з дощем            | 18,8                    | 18                      | 20,4                    | 17,2                    | 15,4                    | 14                      | 11                      | 10,6                    | 9                       | 8,4                     | 12,2                    | 14,3                    | 169,2                   |
| Вологість повітря, %    | 90                      | 90                      | 90                      | 90                      | 85                      | 85                      | 85                      | 85                      | 85                      | 85                      | 85                      | 85                      | 86.7                    |
| ----------------------- | ----------------------- | ----------------------- | ----------------------- | ----------------------- | ----------------------- | ----------------------- | ----------------------- | ----------------------- | ----------------------- | ----------------------- | ----------------------- | ----------------------- | ----------------------- |
| Джерело: Weatherbase    |                         |                         |                         |                         |                         |                         |                         |                         |                         |                         |                         |                         |                         |